# Çiçekli, Ceyhan
Çiçekli là một xã thuộc huyện Ceyhan, tỉnh Adana, Thổ Nhĩ Kỳ. Dân số thời điểm năm 2009 là 56 người.